# Persone di nome Elena/Altre...
| Questa pagina contiene informazioni ricavate automaticamente dalle voci biografiche con l'ausilio del template Bio e di un bot. L'aggiornamento è periodico e automatico e ricostruisce completamente la pagina. Se manca una persona in questa lista, sei pregato di non aggiungerla, ma accertati piuttosto che la sua voce biografica contenga il template Bio e che i dati anagrafici siano correttamente compilati. Se il template Bio manca, inseriscilo tu stesso o, in alternativa, metti l'avviso {{tmp\|Bio}} che ne segnala la mancanza. Se i dati riportati sono sbagliati, correggi direttamente la voce biografica; le modifiche saranno visibili in questa lista entro pochi giorni. Per chiarimenti vedi il progetto antroponimi. La lista contiene solo le 51 persone che sono citate nell'enciclopedia e per le quali è stato implementato correttamente il template Bio. Pagina aggiornata al 24 feb 2018. |

Questa è una lista di persone presenti nell'enciclopedia che hanno il prenome Elena e come attività principale sono Altre...

## A(1)
- Alena Abramčuk, pesista e discobola bielorussa (Seghedino, n.1988)

## B(2)
- Elena Barozzi (n.Venezia)
- Elena Bonfanti, velocista italiana (Milano, n.1988)

## C(1)
- Elena Lucrezia Cornaro (Venezia, n.1646 - Padova, †1684)

## D(9)
- Elena Ducas (n.1242 - Nocera Inferiore, †1271)
- Elena d'Asburgo (Vienna, n.1543 - Hall in Tirol, †1574)
- Elena d'Asburgo-Lorena (Linz, n.1903 - Tubinga, †1924)
- Elena di Brunswick-Lüneburg (n.1223 - †1273)
- Elena di Gallura (n.Civita - Giudicato di Gallura, †1218)
- Elena di Kleve (Kleve, n.1423 - †1471)
- Elena di Nassau (Wiesbaden, n.1831 - Bad Pyrmont, †1888)
- Elena di Borbone-Spagna (Madrid, n.1963)
- Elena di Baviera (Monaco di Baviera, n.1834 - Ratisbona, †1890)

## E(1)
- Elena Elesina, ex altista russa (Čeljabinsk, n.1970)

## G(1)
- Elena Gorčakova, giavellottista sovietica (Mosca, n.1933 - †2002)

## H(1)
- Elena Hila, pesista rumena (n.1974)

## I(1)
- Elena Isinbaeva, ex astista russa (Volgograd, n.1982)

## K(3)
- Elena Kagan, magistrato statunitense (New York, n.1960)
- Elena Karađorđević (Cettigne, n.1889 - Nizza, †1960)
- Elena Kotul'skaja, mezzofondista russa (n.1988)

## L(3)
- Elena Lašmanova, marciatrice russa (Mordovia, n.1992)
- Elena Letuchaja, conduttore televisivo, personaggio televisivo e giornalista russo (Jaroslavl', n.1978)
- Elena Luzzatto, architetta italiana (Ancona, n.1900 - Roma, †1983)

## M(1)
- Elena Meuti, altista italiana (Roma, n.1983)

## N(1)
- Elena Nikolaeva, ex marciatrice russa (Akshiki, n.1966)

## P(2)
- Elena Panțuroiu, triplista rumena (Câmpulung, n.1995)
- Elena Prochorova, multiplista russa (Kemerovo, n.1978)

## R(4)
- Elena Romagnolo, mezzofondista e siepista italiana (Borgosesia, n.1982)
- Elena Vladimirovna Romanova,  russa (Carskoe Selo, n.1882 - Atene, †1957)
- Elena Pavlovna Romanova (San Pietroburgo, n.1784 - Ludwigslust, †1803)
- Elena Romanova, mezzofondista russa (Voronež, n.1963 - Volgograd, †2007)

## S(7)
- Elena Scarpellini, astista italiana (Bergamo, n.1987)
- Elena Vittoria di Schleswig-Holstein (Frogmore House, n.1870 - Londra, †1948)
- Elena Slesarenko, altista russa (Volgograd, n.1982)
- Elena Soboleva, mezzofondista russa (Brjansk, n.1982)
- Elena Sokolova, lunghista russa (Belgorod, n.1986)
- Elena Sordelli, velocista italiana (Sesto San Giovanni, n.1976)
- Elena Stojanova, ex pesista bulgara (Krasen, n.1952)

## T(1)
- Elena Cassandra Tarabotti, monaca cristiana e scrittrice italiana (Venezia, n.1604 - †1652)

## V(1)
- Elena Vallortigara, altista italiana (Schio, n.1991)

## ...(11)
- Elena,  romano (Vienne, †360)
- Elena del Montenegro (Cettigne, n.1871 - Montpellier, †1952)
- Elena Paleologa (Mistra, n.1428 - †1458)
- Elena d'Orléans (Twickenham, n.1871 - Castellammare di Stabia, †1951)
- Elena di Meclemburgo-Schwerin (Ludwigslust, n.1814 - Richmond upon Thames, †1858)
- Elena di Grecia (Atene, n.1896 - Losanna, †1982)
- Elena di Romania (Losanna, n.1950)
- Elena di Meclemburgo-Strelitz (San Pietroburgo, n.1857 - Remplin, †1936)
- Elena di Borgogna (n.1080 - †1141)
- Elena di Rascia (n.1109 - †1146)
- Elena di Bosnia, sovrano bosniaco (†1399)